# 스파이더위크가의 비밀 (드라마)
《스파이더위크가의 비밀》(영어: The Spiderwick Chronicles)은 방영 예정인 미국의 판타지, 액션, 모험 드라마이다. 토니 디터리지와 홀리 블랙의 동명 소설 시리즈를 원작으로 한 작품이다.